# خنابه
خِنابِه (به اسپانیایی: Génave) یکی از دهستان‌های استان خائن در کشور اسپانیا است. این شهر با مساحت ۶۳٫۵۸ کیلومتر مربع، ۶۴۶ تن جمعیت دارد.